# Times Radio
Times Radio — британская цифровая радиостанция, принадлежащая News UK. Является совместным проектом Times, Sunday Times и Wireless Group. Начала вещание 29 июня 2020 года.

## История
О запуске радиостанции было объявлено 28 января 2020 года. Необычным для коммерческой радиостанции было то, что её появление было задумано с целью увеличить число цифровых подписчиков для газет Times и Sunday Times. В ходе веб-трансляции 18 мая фокус будущего СМИ описывался как «взвешенный, хорошо информированный и не состязательный», станция была нацелена привлечь разочарованную BBC Radio 4 и BBC Radio 5. 
Программная сетка радиостанции была представлена 2 июня, её запуск состоялся в понедельник 29 июня в 6 утра.
В день запуска радиостанции ряд обладателей умных колонок перенаправлялись на одноимённую радиостанцию из Малави. На следующей неделе в утренней программе Times Radio состоялся звонок к африканским коллегам.

## Формат
Формат Times Radio в некотором роде схож с новостной составляющей BBC Radio 5 Live, в основном базировавшемся на трёхчасовых блоках с одним ведущим, за исключением четырёхчасового утреннего шоу с двумя ведущими и часовой программой в 5 утра по выходным. Ночной эфир состоит из ключевых моментов закончившегося дня и собственных подкастов The Times. По выходным в 19 часов транслируются записанные заранее оригинальные программы. По будням радиостанция вещает 20 часов, по выходным — 19.
Каждые полчаса и час выходят выпуски новостей, за новостной сводкой в середине часа следует спортивный бюллетень сестринской радиостанции Talksport. Гибкий формат позволяет в режиме реального времени оперативно реагировать на главные политические события.
Контент станции в значительной степени основан на содержании свежих газетных выпусков Times и Sunday Times, новости спорта создаются сёстринской радиостанцией Talksport. Обсуждения в основном происходят в студии, хотя при необходимости возможен вывод в эфир из других локаций. Станция в основном не использует заранее записанные программы и не принимает телефонные звонки слушателей, которым предложено присылать свои комментарии через текстовые сообщения, электронную почту и социальные сети.
В отличие от других коммерческих радиостанций, на Times Radio нет точечной рекламы, хотя предусмотрена возможность спонсорства конкретных программ. Взамен станция планирует повысить доход материнского холдинга за счёт увеличения подписок на интернет-версии Times и Sunday Times, чему способствует транслируемые в эфире просьбы оформить подписку. По слухам годовой бюджет радиостанции составлял 3 млн фунтов стерлинов (3,7 млн долл.), тем самым точка безубыточности была-бы достигнута при оформлении 10 тыс. годовых цифровых подписок на газету при цене 312 ф.с.

## Платформы вещания
Times Radio доступна через цифровое радио, бесплатные приложения на iOS и Android, сайты газет и радиостанции, а также умные колонки. Программы доступны только семь дней после эфира на сайте радиостанции или в приложении.

## Рейтинги
На фоне публикации первых общеотраслевых данных о радиопрослушивании от организации Rajar, руководство радиостанции рассчитывало иметь аудиторию в 500 тыс. человек. К этому моменту сам рынок коммерческого радио оценивался в 500 млн. ф. с.. Согласно отчёту, радиостанцию слушали 637 тыс. человек, исследование также зафиксировало бум на радиорынке из-за пандемии  COVID-19

## Студия
Times Radio в основном вещает с 14-го этажа The News Building в Центральном Лондоне, принадлежащего News UK.

## Оценки
В день запуска Марк Лоусон в The Guardian написал, что радиостанция «более всего напоминает качественную караоке-версию BBC Radio 5 Live».
После первой недели вещания Миранда Сойер в статье для газеты The Observer: «Перед запуском было много предположений, что Times Radio будет соперником Radio 4. Но, помимо новостных шоу, Radio 4 построена на многих не выходящих в прямом эфире 'встроенных' программ: документальных, драматических, панельных шоу с аудиторией. На данный момент у Times Radio нет ресурсов для их создания, и, кроме пары предварительно записанных телефонных интервью, всё выходит в эфир в прямом эфире. Это менее Radio 4, более облегчённая версия Radio 5 Live».
Радиостанция предпочитала менее агрессивный тон общения и поведения своих ведущих, чем LBC и Talkradio.